# دانشگاه علوم بهداشتی لیتوانی
دانشگاه علوم بهداشتی لیتوانی (به لاتین: Lithuanian University of Health Sciences) یک دانشگاه دولتی در لیتوانی است که در کاوناس واقع شده‌است.